# Pathé Convention
Le Pathé Convention est un complexe cinématographique de 9 salles dans le 15e arrondissement de Paris. Il est situé 27 rue Alain-Chartier, au carrefour Convention (rues de Vaugirard et Convention).
Cinéma de quartier spécialisé dans la programmation de films en version originale sous-titrée et de spectacles en direct, le Pathé Convention est doté de 9 salles et 1 253 sièges : une grand salle de 350 places, 7 salles moyennes de 107 à 125 places et une petite salle de 71 places.
Redessiné par l'architecte Jean-Pierre Buffi et le groupe Intens-Cité en 2016, sa forme évoque celle d'une lanterne magique, ancêtre du projecteur de cinéma.

## Historique
En 1919, l'Américain Charles Brockway acquiert l'immeuble du 27 rue Alain-Chartier et décide la création du cinéma Convention, une salle de quartier imaginée par l'architecte Marcel Oudin. En 1929, les Établissements L. Aubert acquierent le cinéma puis fusionnent avec la Franco-Film. L'année suivante, Aubert-Franco-Film fusionne à son tour avec la Société des Établissements Gaumont.
Avec son unique salle de 2 116 places, le Convention est le deuxième plus grand cinéma du réseau Gaumont-Franco-Film-Aubert dans les années 1930, derrière le Gaumont-Palace. Il est également le deuxième plus rentable du circuit, après le Palais-Rochechouart.
La Société Nouvelle des Établissements Gaumont rénove le cinéma et diminue sa capacité à 1 551 fauteuils. Le cinéma connaît une première transformation de sa façade en 1944.
Le 21 novembre 1969, le Convention devient le premier cinéma multisalles du réseau Gaumont, après des travaux confiés à l'architecte Georges Peynet. La grande salle originelle est séparée en deux : l'une de 600 places, sous le nom de Convention ; et l'autre, appelée Club 15, de 350 places. Le projet avorté de centre commercial au premier étage donne lieu à la création d'une troisième salle en 1970, le Studio 15.
Une quatrième salle est ouverte en 1972, puis deux autres en 1983.
Malgré une rénovation complète en 1992 (avec deux grandes salles labellisées « GaumontRama »), sa fréquentation est sur le déclin et la fermeture du cinéma est envisagée à la fin des années 1990. La fermeture de son voisin et concurrent UGC Convention le 2 janvier 2005 et le passage à une programmation complète en version originale (amorcée dès 1999) va néanmoins lui permettre de se relancer.
Dans les années 2000, il offre une configuration de 6 salles et environ 1 100 sièges. Le cinéma ferme du 25 mars 2014 au 26 mars 2016 pour une destruction et une reconstruction complète. Conçu par Jean-Pierre Buffi et le groupe Intens-Cité, le cinéma connaît une profonde modernisation et gagne trois salles supplémentaires.
Le 28 novembre 2022, le Gaumont Convention devient le Pathé Convention, à la suite du rachat des parts de la société Gaumont par Pathé au sein de leur structure commune, Les Cinémas Gaumont Pathé.

## Moyens d'accès
Ligne 12 du métro de Paris à la station Convention.